# 927 (numero)
Novecentoventisette (927) è il numero naturale dopo il 926 e prima del 928.

## Proprietà matematiche
- È un numero dispari.
- È un numero composto con 6 divisori: 1, 3, 9, 103, 309, 927. Poiché la somma dei suoi divisori (escluso il numero stesso) è 425 < 927, è un numero difettivo.
- È un numero nontotiente in quanto dispari e diverso da 1.
- È un numero congruente.
- È un numero fortunato.
- È un numero malvagio.
- È un numero di Ulam.
- È parte delle terne pitagoriche  (927, 1236, 1545), (927, 4120, 4223), (927, 5264, 5345), (927, 15900, 15927), (927, 47736, 47745), (927, 143220, 143223), (927, 429664, 429665).

## Astronomia
- 927 Ratisbona è un asteroide della fascia principale del sistema solare.
- NGC 927 è un galassia spirale della costellazione dell'Ariete.

## Astronautica
- Cosmos 927 è un satellite artificiale russo.